# 威廉·斯托
威廉·斯托（英語：William Stowe，1940年3月23日—2016年2月8日），美国前男子赛艇运动员。他曾代表美国参加1964年夏季奥林匹克运动会赛艇比赛，获得男子八人单桨有舵手金牌。